# Хагундокова, Эльмесхан
Эльмисхан Эдыговна Хагундокова (кабард.-черк. Эльмисхъан Хьэгъундокъуэ; 1898—1985), известная так же под именами Гали Баженова, графиня Ирен (Лейла) Де-Люар — знаменитая черкешенка, заслуженный легионер 1-го класса, командор, бригадный генерал, великий офицер национального ордена Французской Республики «За заслуги». Лауреат правительственных наград: Крест войны 1939-45, Крест великого мужества, Золотой крест Польской армии, Алая медаль Парижа, медали за Тунисскую и Итальянскую кампании. Была «кавказской звездой» у Шанель в 1920-е годы.

## Происхождение
Происходила из аристократической дворянской (уорки) кабардинской фамилии Хагундоковых. Родной аул Хагундоковых — Кармово (ныне Каменномостское). Отец: Константин Николаевич — сын войскового старшины Терского казачьего войска из Кабарды, уроженец Терской области, выпускник кадетского корпуса Константиновского военного училища и Николаевской академии Генштаба, до крещения носил адыгское (черкесское) имя Эдыг (Едыдж). Некоторые источники называют Николая Хагундокова крестником русского императора. Как и многие черкесы, он служил в «Дикой дивизии», был командиром 2 бригады. Мать: Елизавета Эмильевна Бредова происходила из семьи древнего рода немецких аристократов Германской Империи из полабских славян , родственников аристократических родов.

## Биография
Эльмисхан родилась в Санкт-Петербурге. Училась в Смольном институте благородных девиц. Во время Первой мировой войны Работала сестрой милосердия в госпитале; сайт «Русская Франция» сообщает о том, что «в 17 лет она устроилась в военный госпиталь в Черкесии». В госпитале она познакомилась со своим будущим мужем Николаем Баженовым. У них родился сын. Николай Баженов во время Гражданской войны в бою с красными был тяжело ранен в голову и рано скончался.
Под фамилией Баженова она стала знаменитой. Семья Эльмисхан после нескольких лет пребывания в Китае и США попала в Париж в 1922 году. В 1923 году «русская красавица» Баженова, как называли её парижские журналы мод, становится любимицей светского общества. Шанель по совету князя Кутузова приглашает её на работу, и её лицо начинает мелькать на страницах самых популярных изданий — "Фемина" и «Вог». Евгений Рогов (муж её сестры) писал: «С таким же вкусом она и одевалась, и, будучи манекенщицей, блистала своими нарядами, которые ей, возможно, давали Дома для рекламы».
Феномен Баженовой историк моды Александр Васильев объясняет так: когда за границей, без средств к существованию оказались тысячи русских аристократов, многие из них стали заниматься модой. «Дамы, обладавшие великолепными манерами, гордой осанкой, особым шармом, становились актрисами, манекенщицами. Тип женщины эпохи арт-нуво создали именно русские аристократки. Изысканная, высокая, стройная черкешенка стала «светской манекенщицей» дома «Шанель». Это была одна из категорий моделей того времени: манекенщицы, отличавшиеся редкой внешностью или громким титулом, получали платья для выходов на светские рауты».
В 1928 году она открыла свой собственный дом моды «Эльмис». «Эльмис» специализировался на вечерних платьях, с изысканной вышивкой, эскизы для которых готовил её родной брат Георгий (Исмаил) Хагундоков.
В связи с необходимостью закрытия «Эльмис» в 1932 году, Гали начинает новое дело: отделывает, декорирует квартиры на заказ.
В 1934 году Гали Баженова выходит замуж за графа Станислава де Люара, принимает католичество и меняет имя на Ирен.
Сенатор, помещик, сын маркиза граф Станислав де Люар был страстный охотник, землевладелец.
Хагундокова прошла две мировые войны. Её сын Николай от брака с Николаем Баженовым достойно сражался в рядах американской армии под командованием генерала Кларка. А сама Эльмисхан — графиня Ирэн де Люар, командовала хирургическим отделением и передвижным госпиталем в рядах французского Сопротивления. Позже организовала передвижной хирургический госпиталь в Северной Африке, и переместилась со своим медицинским персоналом в Италию в разгар войны, где спасла сотни человеческих жизней во время исторической битвы у Монте-Кассино. Она принимала участие в освобождении Италии и получила орден Почетного легиона из рук президента Франции генерала де Голля.
Эльмисхан Хагундокова — графиня де Люар была похоронена с высочайшими воинскими почестями, отпета в церкви Сен-Луи и похоронена на русском кладбище Сент-Женевьев-де-Буа.

## «Черкешенка» Де Сариньи
В 2011 году издана книга французской писательницы Де Сариньи «Черкешенка» (Guillemette de Sairigné «La Сircassienne»), рекомендуемая в медиабиблиотеке сайта Министерства обороны Франции. «Нам, французам, не так часто выпадает возможность приукрасить свою историю, придать ей женственности. Благодаря Эльмисхан Хагундоковой это удалось. И этим мы, французы, обязаны кабардинцам», — говорит Гимет де Сэринье.
В 2012 году об Эльмисхан Хагундоковой снят документальный фильм молодого адыгского режиссёра Жансурат Зекорей под названием «Черкешенки не умирают…».
Презентация фильма прошла в конце марта 2012 г. в мраморном зале Российского Этнографического музея Санкт-Петербурга.
Фильм производства ГТРК «Кабардино-Балкария» рассказывает о жизни Эльмисхан. Режиссёру Жансурат Зекорей удалось передать незаурядный характер этой кабардинки, героини Франции.
На презентации фильма «Черкешенки не умирают…» звучала адыгская музыка в исполнении Мурата Кабардокова, известного композитора и пианиста, уроженца Кабардино-Балкарии. На просмотре присутствовали известные режиссёры, представители кавказских диаспор Санкт-Петербурга, творческая и научная интеллигенция. Кинорежиссёр Александр Сокуров отозвался с теплотой о картине и отметил, что работы такого формата довольно редки в документальном жанре

## Предки
|                          |                                               |  |                              |                                       |  |  |  |  | 8. Зураб Аджиевич Хагундоков |
|                          |                                               |  |                              |                                       |  |  |  |  |                              |
|                          | 4. Николай(Ислам-Исмаил) Зурабович Хагундоков |  |                              |                                       |  |  |  |  |                              |
|                          |                                               |  |                              |                                       |  |  |  |  |                              |
|                          |                                               |  |                              | 9. Фатима Докшукова                   |  |  |  |  |                              |
|                          |                                               |  |                              |                                       |  |  |  |  |                              |
|                          | 2. Хагундоков Константин Николаевич           |  |                              |                                       |  |  |  |  |                              |
|                          |                                               |  |                              |                                       |  |  |  |  |                              |
|                          |                                               |  |                              | 10. Иван Свищев                       |  |  |  |  |                              |
|                          |                                               |  |                              |                                       |  |  |  |  |                              |
|                          | 5. Александра Ивановна Свищова                |  |                              |                                       |  |  |  |  |                              |
|                          |                                               |  |                              |                                       |  |  |  |  |                              |
|                          |                                               |  |                              | 11. Берта фон Бек                     |  |  |  |  |                              |
|                          |                                               |  |                              |                                       |  |  |  |  |                              |
| 1. Хагундокова Эльмесхан |                                               |  |                              |                                       |  |  |  |  |                              |
|                          |                                               |  |                              |                                       |  |  |  |  |                              |
|                          |                                               |  | 12. Эмиль Фридрих фон Бредов |                                       |  |  |  |  |                              |
|                          |                                               |  |                              |                                       |  |  |  |  |                              |
|                          | 6. Эмиль Эмильевич Бредов                     |  |                              |                                       |  |  |  |  |                              |
|                          |                                               |  |                              |                                       |  |  |  |  |                              |
|                          |                                               |  |                              | 13. Эмма Генриетта Вильгельмина Прели |  |  |  |  |                              |
|                          |                                               |  |                              |                                       |  |  |  |  |                              |
|                          | 3. Елизавета Эмильевна Бредова                |  |                              |                                       |  |  |  |  |                              |
|                          |                                               |  |                              |                                       |  |  |  |  |                              |
|                          |                                               |  |                              | 14. Егор Матвеевич фон Кеппен         |  |  |  |  |                              |
|                          |                                               |  |                              |                                       |  |  |  |  |                              |
|                          | 7. Софья Егоровна Кеппен                      |  |                              |                                       |  |  |  |  |                              |
|                          |                                               |  |                              |                                       |  |  |  |  |                              |
|                          |                                               |  |                              | 15. София Жозефина Штральман          |  |  |  |  |                              |
|                          |                                               |  |                              |                                       |  |  |  |  |                              |